# Secuestro de Alí Zeidan
El secuestro del Primer ministro libio Alí Zeidan ocurrido el 10 de octubre de 2013, fue uno de los acontecimientos llevados a cabo como parte de un golpe de Estado. Dicho secuestro fue breve y organizado por miembros del grupo Sala de Operaciones de los Revolucionarios Libios, bajo instrucciones del Servicio de Investigación Criminal, en su residencia del Hotel Corintia (de Trípoli).
Ambos grupos, que estaban indirectamente relacionados con los Ministerios de Interior y de Defensa, aseguraron que la operación era una respuesta a la captura por parte de SEALs estadounidenses de Abu Anas al Libi en Trípoli, un terrorista de Al Qaeda próximo a Osama Bin Laden, lo cual vieron como una violación de su soberanía. Sin embargo, para Zeidan se trató de un «intento de Golpe de Estado» y dijo que el responsable de la compleja operación, que había movilizado a cientos de efectivos, sólo podía ser una fuerza política.
Tras una investigación, Zeidan anunció que los planificadores de la operación fueron dos congresistas de Zauiya independientes y de ideología islamista: Mustafa Treiki y  Mohamed  Al-Kilani. La inmunidad parlamentaria, así como la falta de autoridad y rivalidad dentro del Congreso, permitió que ambos permanecieran impunes.

## Captura de Zeidan y traslado
En el secuestro de Alí Zeidan participó un convoy de 100 coches y alrededor 400 hombres armados, que entraron en el Hotel Corintia de Trípoli en la madrugada y revisaron varias habitaciones hasta encontrar a Zeidan en la planta 22. Los milicianos aseguraron tener una orden judicial para proceder a su detención y así pues la escolta del primer ministro, formada por apenas media docena de personas, decidió no oponer resistencia y no hubo ningún disparo. En la captura, los milicianos incautaron además todos los papeles y pertenencias de Zeidan. Tras ser apresado, el político fue llevado a una base militar del distrito de Fornaj.

## Reivindicación del secuestro
En las horas en las que Zeidan estaba detenido, el grupo Sala de Operaciones de los Revolucionarios Libios (SORL) anunció haber sido, en colaboración con el Servicio de Investigación Criminal, responsable del secuestro de Zeidan. Ambos grupos, milicias semioficiales vinculadas a los Ministerios de Interior y Defensa, aseguraron tener órdenes de la Fiscalía para detener al primer ministro y respaldo legal, lo que más tarde fue negado por las autoridades libias.
Entre los motivos que la SORL dio para detener a Zeidan estaban las supuestas acusaciones de:
- Traición: la SORL aseguró actuar en represalia la intervención de los SEAL estadounidenses el 5 de octubre en suelo libio, los cuales llevaron a cabo una operación secreta en la capital para detener a Abu Anas al Libi,[4] cabecilla local de Al-Qaeda y estrecho colaborador de Osama Bin Laden.[5]

- Corrupción: en un segundo comunicado, la SORL alegó que Zeidan estaba acusado de corrupción desde el pasado mes de septiembre por pagar a unos milicianos para que abandonaran una refinería petrolera donde se habían acuartelado.[6]

Horas más tarde, agentes de policía vinculados al Servicio de Investigación Criminal aseguraron a la agencia estatal de noticias que Zeidan se encontraba detenido de manera legal, contradiciendo al fiscal general. El portavoz del Servicio de Investigación, Abdel-Moneim al-Hour, confirmó que Zeidan se encontraba en las instalaciones del departamento por acusaciones de corrupción en relación con la captura de Al Libi. Informaron que Zeidan estaba "bien de salud" y sería tratado "como cualquier otro ciudadano".

## Liberación de Zeidan
Tras varias horas de confusión, el fiscal general de Libia, Abdelqader Radwan, negó en un comunicado haber emitido ninguna orden de arresto contra Zeidan y advirtió de que la detención del primer ministro era "un crimen" que debía ser "castigado".
El edificio donde Zeidan estaba secuestrado fue rodeado por residentes locales del barrio, y grupos pro-gubernamentales, incluyendo la Brigada de Primer Apoyo bajo el liderazgo de Haitham Tajouri y la Brigada 106.
Finalmente, un grupo de ex-rebeldes desplazados desde Zintan y dichas unidades gubernamentales intervinieron para asaltar la posición de los captores y liberaron a Zeidan por la fuerza, que acto seguido dio una rueda de prensa para confirmar su buen estado de salud y dar las gracias a sus liberadores.
Además, otros miembros del gobierno aparecieron en televisión para expresarle su apoyo, así como algunas figuras políticas de la comunidad internacional. 

## Investigación
El secuestro del primer ministro puso de manifiesto la inestabilidad política del país, y el control que ejercían las milicias en la vida política de Libia, hasta el punto de que se había infiltrado en los organismos oficiales del país. No obstante, más adelante se hizo evidente que el secuestro no fue algo espontáneo y que una figura política estaba detrás de él. Tras el secuestro, se llevó a cabo una investigación para encontrar al cerebro de la operación, en la cual se barajaron tres hipótesis:
- Miembros del Congreso

Para Zeidan, que al día siguiente de su secuestro concedió otra rueda de prensa, lo ocurrido era un "intento de Golpe de Estado" y dijo, sin nombrarlo, que el responsable de la operación sólo podía ser un partido político.  Zeidan dijo que dicho partido se había opuesto a todos sus proyectos e intentado bloquear el Congreso, haciendo que sus planes fallaran o no se llevaran a cabo.
Aunque no citó el nombre explícito, se relacionó con el partido islamista Justicia y Construcción, el principal grupo opositor en el Congreso, y cuya ideología islamista les había motivado a frustrar en muchas ocasiones los planes liberales de Zeidan.
- El Ministerio de Interior:

El Ministerio de Interior calificó también lo sucedido como un "acto contrario a la ley" y negó cualquier relación, aunque no obstante seguía estando entre los principales sospechosos. Entre las principales evidencias que le vinculan al secuestro, destaca el hecho de que las instalaciones usadas para retener a Zeidan estuvieran bajo su control directo.
- Nuri Abu Sahmain:

Nuri Abu Sahmain, Presidente del Congreso de Libia, dio una rueda de prensa en la que negó que hubiera ninguna orden para detener a Zeidan, así como cualquier participación del Gobierno libio en la captura del terrorista al-Libi. No obstante, el 10 de octubre, el portavoz del Servicio de Investigación Criminal, Abdulkarim Belazi, afirmó en un comunicado que el presidente Sahmain mintió al decir que no tenía ninguna relación con la detención de Zeidan, y dijo que él mismo había su arresto incluso antes de la captura de al Libi. Sahmain reconoció haber fundado la organización para proteger el Congreso libio, pero aseguró que la milicia llevaba actuando de forma autónoma desde hacía meses.
Sin embargo, el propio Zeidan desmintió dichas acusaciones y dijo que Sahmain le había ayudado en muchas ocasiones y que nunca le pidió que dimitiera.

## Anuncio de los culpables
El 20 de octubre Zeidan anunció que los planificadores de la operación fueron Mustafa Treiki y  Mohamed  Al-Kilani. Ambos eran congresistas de Zauiya independientes y de ideología islamista.
Tanto Treiki como Al-Kilani dieron una rueda de prensa en la que negaron su participación en el secuestro, y aseguraron que todo era un montaje de Zeidan para "convertirse en un héroe". Sin embargo, Abdel-Moneim al-Hour, del Servicio de Investigación Criminal, no negó haber participado en el secuestro y dijo estar orgulloso de ello.
La inmunidad parlamentaria, así como la falta de autoridad y rivalidad dentro del Congreso, permitió que los Congresistas permanecieran impunes. Igualmente no hubo consecuencias para las milicias involucradas, lo que puso de manifiesto la falta de autoridad en el país africano.
Un día después, la OTAN decidió enviar, a petición de Zeidan, un reducido grupo de asesores para prestar asesoramiento en la creación de instituciones de defensa en Libia.